# Giuseppe Bonito

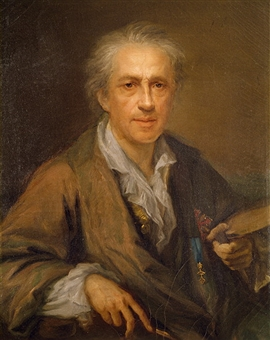
Autoportret, Galeria Uffizi

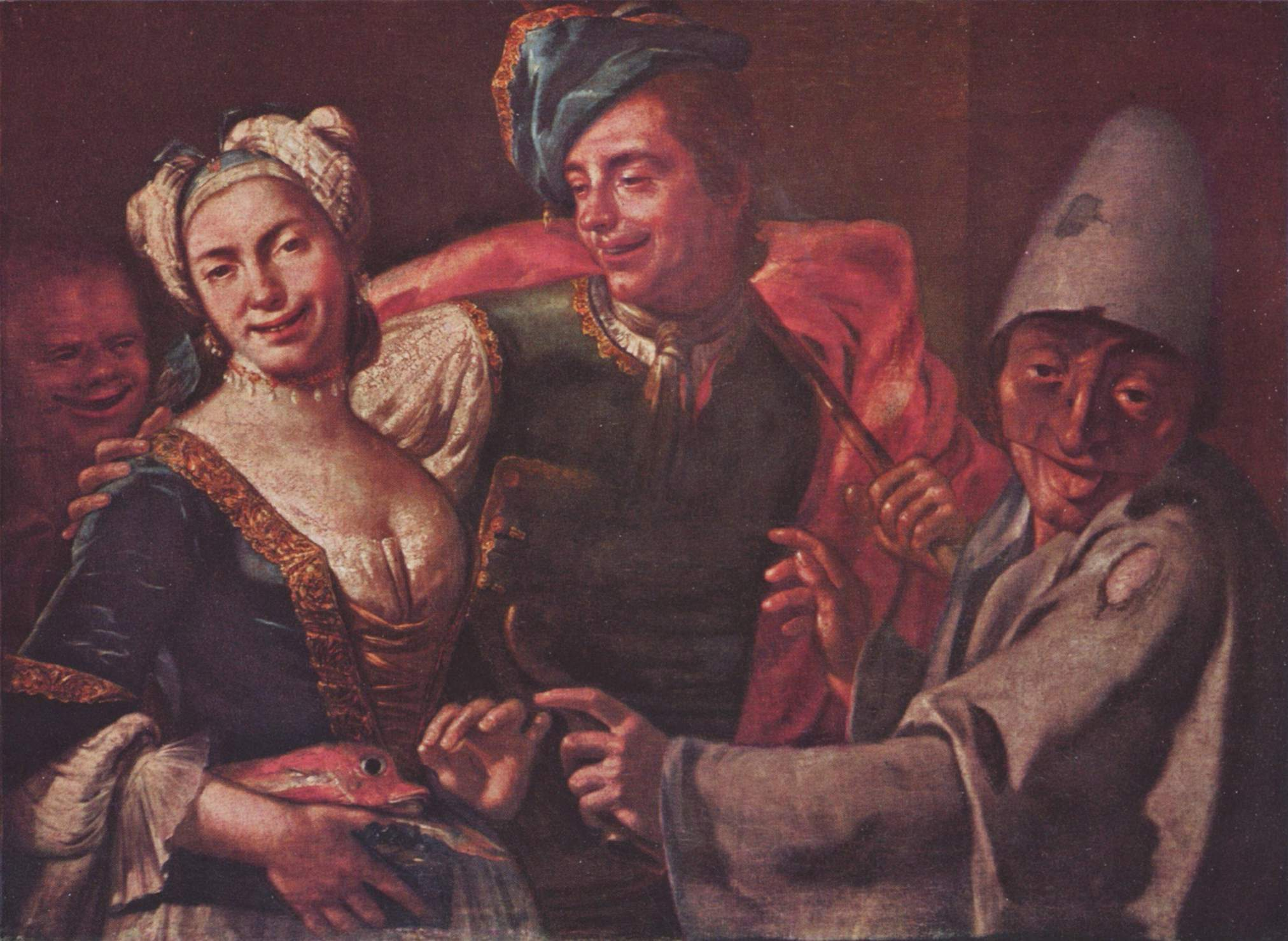
Bal mascat

Giuseppe Bonito (n. 1 noiembrie 1707, Castellammare di Stabia – d. 19 mai 1789, Neapole) a fost un pictor italian, operele sale fiind o formă de trecere de la barocul târziu la clasicism.

## Picturi selectate
- Cappella del Monte di Pietà (Neapole): picturi pe tavan “Caritas” (1742)
- Chiesa di Santa Chiara (Neapole): frescă (1742-1747) împreună cu Francesco de Mura, Sebastiano Conca și Paolo De Maio (1703-1784)
- San Paolo Maggiore, Cappella di San Carlo (Neapole): icoane “S. Carlo” și “S. Nepomuseno”
- Galeria de picturi din Stuttgart: „Caritas împarte pomană săracilor (ca. 1742)
- Capela în Palatul  din Caserta: Altar „Neprihănita Zămislire“ (1788); Pictura „Căsătoria Mariei (1772) a fost distrus în război
- San Giovanni e Teresa (Neapole): icoane (împreună cu Francesco de Mura)
- Catedrala din Castellammare di Stabia: “Predarea cheii către Petru”
- Museo di Capodimonte (Neapole): icoane
- Catedrala din Vico Equense: Altar